# El inquilino (serie de televisión)
El inquilino es una serie española de televisión, emitida por Antena 3 en 2004 y protagonizada por Jorge Sanz.

## Argumento
Un alienígena despistado, navegando por el espacio en busca de su planeta termina, por error, en la ciudad de Madrid. En un planeta hostil, su única posibilidad de supervivencia es instalarse en el cuerpo de un ser humano. La suerte se le pone a favor, cuando fallece el escritor Leo Montes (Jorge Sanz), y el extraterrestre se apodera de su cuerpo, haciéndose pasar por él.

## Reparto
- Jorge Sanz - Leo Montes y Chubi
- Marián Aguilera - Mar
- Débora Izaguirre - Nayra
- Luis Varela - Rafael
- María Luisa San José - Purita
- Enrique Villén - Marco Galeradas
- Javier Martín - Eduardo
- Joel Angelino - Fidel
- Daniel Morcillo - Tito
- Cuca Escribano - Paula
- Claudia Traisac - Yoli

#### Con la colaboración especial de
- Pilar Bardem - Doña Encarna
- y Pablo Carbonell - Fernando Montes y Hans

## Capítulos
| N.º | Título                  | Dirigido por                | Escrito por                                                           | Fecha de emisión original | Audiencia         |
| --- | ----------------------- | --------------------------- | --------------------------------------------------------------------- | ------------------------- | ----------------- |
| 1   | «La llegada»            | Paco Arango y Jaime Botella | Paco Arango                                                           | 5 de septiembre de 2004   | 4.166.000 (28,7%) |
| 2   | «Un humano llamado Leo» | Paco Arango y Jaime Botella | Paco Arango                                                           | 12 de septiembre de 2004  | 4.217.000 (29,0%) |
| 3   | «Solo ante el peligro»  | Paco Arango y Jaime Botella | Paco Arango                                                           | 19 de septiembre de 2004  | 3.221.000 (20,4%) |
| 4   | «Atando cabos»          | Paco Arango y Jaime Botella | Paco Arango                                                           | 26 de septiembre de 2004  | 3.220.000 (19,6%) |
| 5   | «Tapando agujeros»      | Paco Arango y Jaime Botella | Paco Arango                                                           | 3 de octubre de 2004      | 3.527.000 (21,7%) |
| 6   | «Secretos»              | Paco Arango y Jaime Botella | Paco Arango                                                           | 10 de octubre de 2004     | 3.244.000 (20,6%) |
| 7   | «Vienen a por Leo»      | Paco Arango y Jaime Botella | Paco Arango                                                           | 17 de octubre de 2004     | 3.273.000 (19,8%) |
| 8   | «Córrete una juerga»    | Paco Arango y Jaime Botella | Paco Arango                                                           | 24 de octubre de 2004     | 3.465.000 (19,5%) |
| 9   | «Una noche loca»        | Paco Arango y Jaime Botella | Paco Arango                                                           | 31 de octubre de 2004     | 2.947.000 (20,3%) |
| 10  | «Una noche loca II»     | Paco Arango y Jaime Botella | Paco Arango                                                           | 7 de noviembre de 2004    | 3.565.000 (19,8%) |
| 11  | «Almas gemelas»         | Paco Arango y Jaime Botella | Paco Arango                                                           | 14 de noviembre de 2004   | 3.419.000 (18,7%) |
| 12  | «Polvos mágicos»        | Paco Arango y Jaime Botella | Argumento: Paco Arango Guion: Víctor Almazán y Paco Arango            | 28 de noviembre de 2004   | 3.362.000 (18,5%) |
| 13  | «Despedida embarazosa»  | Paco Arango y Jaime Botella | Argumento: Paco Arango Guion: Mili Polo, Víctor Almazán y Paco Arango | 28 de noviembre de 2004   | 3.003.000 (19,9%) |